# Polyacanthonotus challengeri
Polyacanthonotus challengeri är en fiskart som först beskrevs av Vaillant, 1888.  Polyacanthonotus challengeri ingår i släktet Polyacanthonotus och familjen Notacanthidae. Inga underarter finns listade i Catalogue of Life.